# ليونغ كوون تشونغ
ليونغ كوون تشونغ (بالصينية: 梁冠聰) هو لاعب كرة قدم صيني في مركز الدفاع، ولد في 1 أبريل 1992 في هونغ كونغ في الصين. شارك مع منتخب هونغ كونغ تحت 23 سنة لكرة القدم ومنتخب هونغ كونغ لكرة القدم. أما مع النوادي، فقد لعب مع Metro Gallery FC ‏.

## وصلات خارجية
- ليونغ كوون تشونغ على موقع قاعدة بيانات كرة القدم.إي يو (الإنجليزية)
- ليونغ كوون تشونغ على موقع Soccerway.com (الإنجليزية)